# Dinoszauruszok, a Föld urai (film)
A Dinoszauruszok, a Föld urai (eredeti címén Walking with Dinosaurs) egy 2013-as családi kalandfilm, amely 70 millió évvel ezelőtt a késő krétakorban játszódik. Főszereplői számítógépes animációs ősállatok, akiket Alaszkában és Új-Zélandon felvett valós környezetbe illesztettek be. A film a BBC Earth produkciója, címét pedig a BBC 1999-es gyártású Dinoszauruszok, a Föld urai dokumentumfilmsorozata után kapta. John Collee forgatókönyve alapján Neil Nightingale és Barry Cook rendezte.

## Történet
70 millió évvel ezelőtt, a késő krétakor idején Alex, egy Alexornis ősmadár, mesét mond három Pachyrhinosaurusról, Pacsiról, Borókáról és Morcosról. Alex szimbiotikus kapcsolatban él a Pachyrhinosaurusokkal, és fiatalkorától felnőtté válásáig kíséri Pacsit. Pacsi bátor, de ügyetlen ifjonc, míg fivére, a harcias Morcos a csorda vezérévé szeretne válni. Vándorlásuk során meg kell birkózniuk szüleik elvesztésével, a ragadozó Gorgosaurusokkal, köztük Gorgóval, és közben a Boróka nevű lányt is szeretnék lenyűgözni.

## Szereplők
| Szereplők        | Színész        | Magyar hang   |
| ---------------- | -------------- | ------------- |
| Zack bácsi       | Karl Urban     | Király Attila |
| Ricky            | Charlie Rowe   | Baráth István |
| Jade             | Angourie Rice  | Pekár Adrienn |
| Alex             | John Leguizamo | Mikó István   |
| Pacsi (Patchi)   | Justin Long    | Fehér Tibor   |
| Boróka (Juniper) | Tiya Sircar    | Csifó Dorina  |
| Morcos (Scowler) | Skyler Stone   |               |

A filmet élő színészekkel felvett kerettörténet nyitja és zárja, amelyben Karl Urban karaktere (Zack bácsi), egy paleontológus, régészeti ásatásra viszi a Rowe alakította Ricky-t és a Rice által játszott Jade-et. Leguizamo, Long, Sircar és Stone a számítógépes animációval életre keltett dinoszauruszok hangját kölcsönzi.

## Háttér
A BBC 1999-es dokumentumfilm sorozata után elnevezett film a BBC Earth produkciója, rendezői Brandy Cook (a Mulan rendezője és Karácsony Artúr társrendezője) és Neil Nightingale, a BBC Earth kreatív rendezője. A forgatókönyvet John Collee írta. 2010 júniusában a BBC szerződésbe lépett az amerikai székhelyű Evergreen Films-szel egy dinoszauruszokról szóló film elkészítésére. A következő év novemberére a Reliance Entertainment-tel is szerződést kötöttek, melynek révén finanszírozást kaptak három film forgatására. Eredetileg Pierre de Lespinois és Neil Nightingale ültek a rendezői székben, később Barry Cook lépett de Lespinois helyére.
A teljes költségvetés 80 millió dollár volt. A produkciót egyesek nagy költségvetésű független filmként jellemezték, mivel egy nagyobb filmstúdió sem támogatta a készítése során. Nightingale elmondása alapján a filmet eredetileg a Reliance támogatta, de később a világ nagy részére vonatkozó terjesztési jogokat eladták a 20th Century Fox-nak, valamint további forgalmazóknak néhány más országban.

### Filmezés és animáció
A filmben feltűnő valós háttereket és tájakat Alaszka déli részén és Új-Zélandon vették fel, mivel ezek hasonlítottak a leginkább a megjeleníteni kívánt helyszínek és földtörténeti kor tájaira. Hogy megkönnyítsék a filmezést és felmérjék a szereplők méreteit, a stáb PVC csövekből készült életnagyságú dinoszauruszbábukat fabrikált, amelyeket a forgatási helyszíneken helyeztek el.
A film számítógépes animációjáért az ausztrál Animal Logic felelt. Marco Marenghi volt az animációs rendező, aki egyébként az eredeti sorozat készítésében is részt vett.
David Krentz karaktertervező, aki a Disney Dínó című filmjének dinoszauruszszereplőit is megalkotta, az Alaszkában és Kanadában feltárt ősleletek alapján, valamint féltucat paleontológus közreműködésével körülbelül húsz állat kinézetét tervezte meg. A tudósok emellett közvetlenül az Animal Logic animátorainak is segítettek, csontvázrajzokat szolgáltattak, amiket aztán virtuális térben építettek fel, és az őslények alapvető mozdulatainak kidolgozásában is segítségükre voltak. Az animátorok a Quill nevű programot, amellyel a Táncoló talpak pingvinjeinek tollazatát is animálták, továbbfejlesztették az úgynevezett RepTile nevű szoftverré, amely a tollak mellett a bőr és pikkelyek animálását is egyszerűbbé tette. Természettudományi felvételek tanulmányozásával gondoskodtak arról, hogy az állatok mozgás- és kifejezésvilága összhangban legyen anatómiai felépítésükkel. Végül összesen 800 animációs snitt készült el.
A 3D-s effektusokat a Fusion 3D rendszerrel valósították meg, amelyet korábban az Avatar vagy a Transformers 3. című filmek is alkalmaztak.

### Zene
A film zenéjét Paul Leonard-Morgan szerezte, és a Babelsberg Studios-ban vette fel. Szerzeménye azon 114 eredeti filmzene egyike, melyet a 86. Oscar-gálára Oscar-díjra jelöltek.
A filmben egyéb zeneszámok is elhangzanak: Calling All Hearts (Sanford Clark), What A Difference A Day Makes (Tim Myers), I'm Gonna Love You Just a Little More Baby (Barry White), Tusk (Fleetwood Mac), Ends of the Earth (Lord Huron) és Live Like A Warrior (Matisyahu)

### Hangalámondás
Barry Cook rendező szerint a Dinoszauruszok, a Föld urai eredetileg egyfajta némafilmnek indult, amelyben a történetet pusztán a látványvilág meséli el. David Krentz karaktertervező szerint noha a kész film felhagyott a realizmussal, az animáció megőrizte eredeti jellegét és nem változtattak rajta – ennek tudható be, hogy a szereplők szája nem mozog beszéd közben. A hangalámondással és az őslényszereplők emberibbé tételével a filmet szélesebb nézői réteg számára akarták fogyaszthatóbbá tenni, különös tekintettel a gyerekekre.

## Tudományosság
A Variety írása szerint Nightingale rendező a filmet inkább a mainstream szórakoztatás kategóriájába sorolja, semmint a természettudományos művek közé, de kiemeli, hogy a legfrissebb tudományos felfedezések alapján készült. A szaktanácsadóként közreműködött számos tudós egyike, Dr. Steve Brusatte (Edinburgh-i Egyetem) szerint a filmkészítők igyekeztek megérteni az 1993-as Jurassic Park óta tett őslénytani felfedezéseket, majd filmre vinni azokat.
A film számos dinoszauruszt helyesen tollakkal ábrázol. Brusatte azt mondta „az elmúlt 15 során több ezer tollas dinoszauruszpéldányt gyűjtöttünk össze”. A New Science magazin szerint egyelőre még nincs meggyőző bizonyíték arról, hogy a Pachyrhinosaurus és Gorgosaurus tollasak lettek volna. Cook rendező elmondta a Gorgosaurust illetően, hogy bár nem tettek rá tollakat, fényvisszaverő, csillogó pikkelyekkel ábrázolták. A National Geographic Magazine azonban úgy jelentette, hogy sok paleontológus és dinoszauruszkedvelő csalódott abban, hogy a film Gorgosaurusai nem tollasak vagy szőrösek. Nem sokkal a lény filmbéli megjelenések véglegesítése után felfedezték a Tyrannosauroidea csoportba tartozó Yutyrannust, melynek fosszíliái közvetlen bizonyítékokkal szolgáltak a tollak meglétére. Noha a Yutyrannus primitívebb forma az 50 millió évvel később élt, Tyrannosauridae családba tartozó Gorgosaurushoz képest, ez nem fogadható el bizonyítékként a tollak ellen. A cikk ezen kívül megjegyezte, hogy a 2011-es készítésű, A nagy dinóvándorlás (March of the Dinosaurs) című film a Gorgosaurusokat már tollakkal jelenítette meg.
Pár héttel a film bemutatója előtt az Edmontosaurusról kiderült, hogy kakastaréj-szerű kinövést viselt a fején.

### Ősállatok
A filmben a következő ősállatok jelennek meg:
- Alexornis[21]
- Alphadon[22]
- Chirostenotes[22]
- Edmontonia[21]
- Edmontosaurus[22]
- Gorgosaurus[21]
- Hesperonychus[22]
- Pachyrhinosaurus[21]
- Parksosaurus[22]
- Quetzalcoatlus[21]
- Troodon[22]

## Kiadás és fogadtatás
Az első bemutató december 14-én történt a Dubai Nemzetközi Filmfesztiválon. A filmet a világ nagy részén forgalmazó 20 Century Fox 15-én speciális vetítést tartott New Yorkban. Magyarországon az InterCom Zrt. forgalmazásában december 19-én mutatták be.
A Fox a filmet főleg gyerekeknek reklámozta, úgy írták le, hogy az lesz a gyerekeknek, ami az Avatar volt a felnőtteknek. Az Egyesült Államokban 3 231 moziban nyitott a film, ezek 84%-a vetítette 3D-ben. Bemutatójának első hétvégéjén 7,1 millió dollárt hozott. A CinemaScore felmérése szerint a nézőktől „B” értékelést kapott. A The Hollywood Reporter szerint a Dinoszauruszok, a Föld urai a karácsonyi szezon első csalódása.
A film világszerte eddig 113 millió dolláros bevételt ért el.

### Kritikai visszhang
A The Wall Street Journal azt jelentette, hogy a filmkritikusok szerint a Dinoszauruszok, a Föld urai „fenséges látványvilágát nagyban aláássa jellegtelen történetmondása” A Metacritic oldalán a kritikusoktól százból 37, az átlagértékelőktől tízből 3.4 pontot kapott. A Rotten Tomatoes weboldalon 25%-os frissességet ért el, míg az átlagnézőktől 41%-os értékelést kapott. A filmet a következőképp foglalták össze: „A Dinoszauruszok, a Föld urai gondosan kidolgozott, nagyszerű látvánnyal bír, melyet elhomályosít a gyermeteg humorral átitatott, gyenge szövegkönyv.”
A kritikusok java ugyanazokat a gondolatokat visszhangozta. A film vizuális effektusait rendre elismerő szavakkal illették, ugyanakkor egyetértettek abban, hogy az antropomorfizált állatok, utólag hozzáadott felolvasóhangok és kellemetlen, altesti viccek lerontják a filmélményt, és az élethűségre törekvő vizuális megjelenítés és tudományos tartalom ellen dolgoznak.